# Spring Valley (Illinois)
Spring Valley es una ciudad ubicada en el condado de Bureau en el estado estadounidense de Illinois. En el Censo de 2010 tenía una población de 5558 habitantes y una densidad poblacional de 287,32 personas por km².

## Geografía
Spring Valley se encuentra ubicada en las coordenadas 41°19′23″N 89°11′1″O / 41.32306, -89.18361. Según la Oficina del Censo de los Estados Unidos, Spring Valley tiene una superficie total de 19,34 km², de la cual 19,09 km² corresponden a tierra firme y (1,31%) 0,25 km² es agua.

## Demografía
Según el censo de 2010, había 5558 personas residiendo en Spring Valley. La densidad de población era de 287,32 hab./km². De los 5558 habitantes, Spring Valley estaba compuesto por el 90,43% blancos, el 1,4% eran afroamericanos, el 0,29% eran amerindios, el 0,61% eran asiáticos, el 0% eran isleños del Pacífico, el 5,47% eran de otras razas y el 1,8% pertenecían a dos o más razas. Del total de la población el 13,85% eran hispanos o latinos de cualquier raza.